# Kim Tae-Woo
Kim Tae-Woo, född den 7 mars 1962 i Gimje, Sydkorea, är en sydkoreansk brottare som tog OS-brons i lätt tungviktsbrottning i fristilsklassen 1988 i Seoul.